# Sakktábla (földterület)

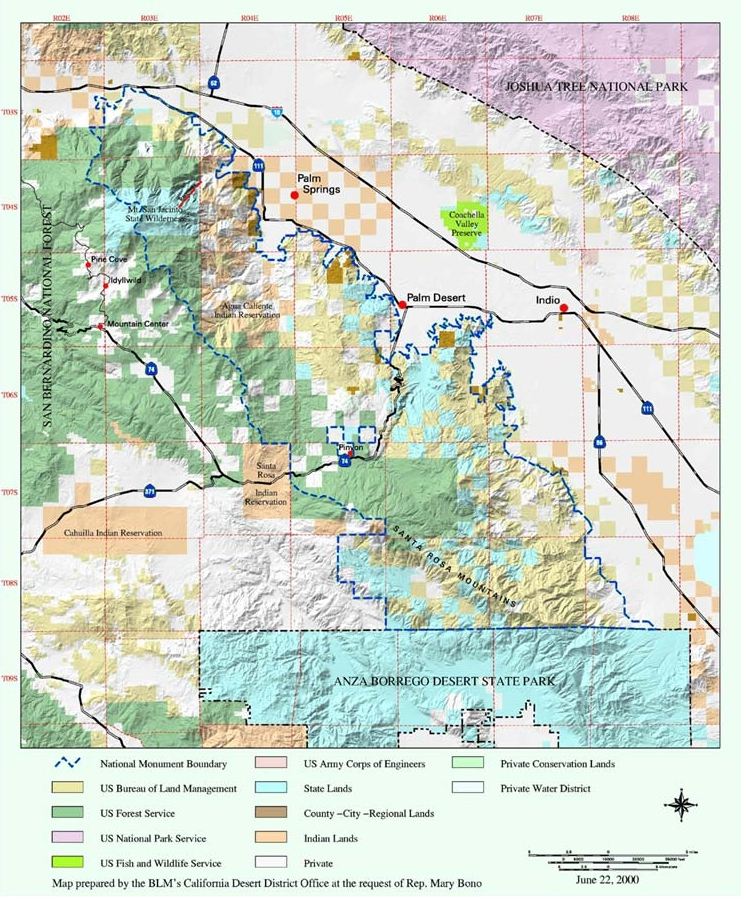
A Santa Rosa és San Jacinto Mountains Nemzeti Emlékhely térképe a sakktáblázás példája

A sakktáblásodás olyan helyzetre utal, amikor a földtulajdon két vagy több tulajdonos között keveredik, ami sakktáblás mintázatot eredményez. A sakktáblázódás az Amerikai Egyesült Államok nyugati részén és Nyugat-Kanadában elterjedt, mivel a nyugati terjeszkedést szolgáló vasútépítési támogatásokban széles körben alkalmazták, bár a csatornázástámogatási korszakban kezdődött. Mivel a kiosztott földterületeket eltérő módon és intenzitással művelték, a sakktábla-mintázat így a levegőből is láthatóvá vált.

## Vasúti támogatások

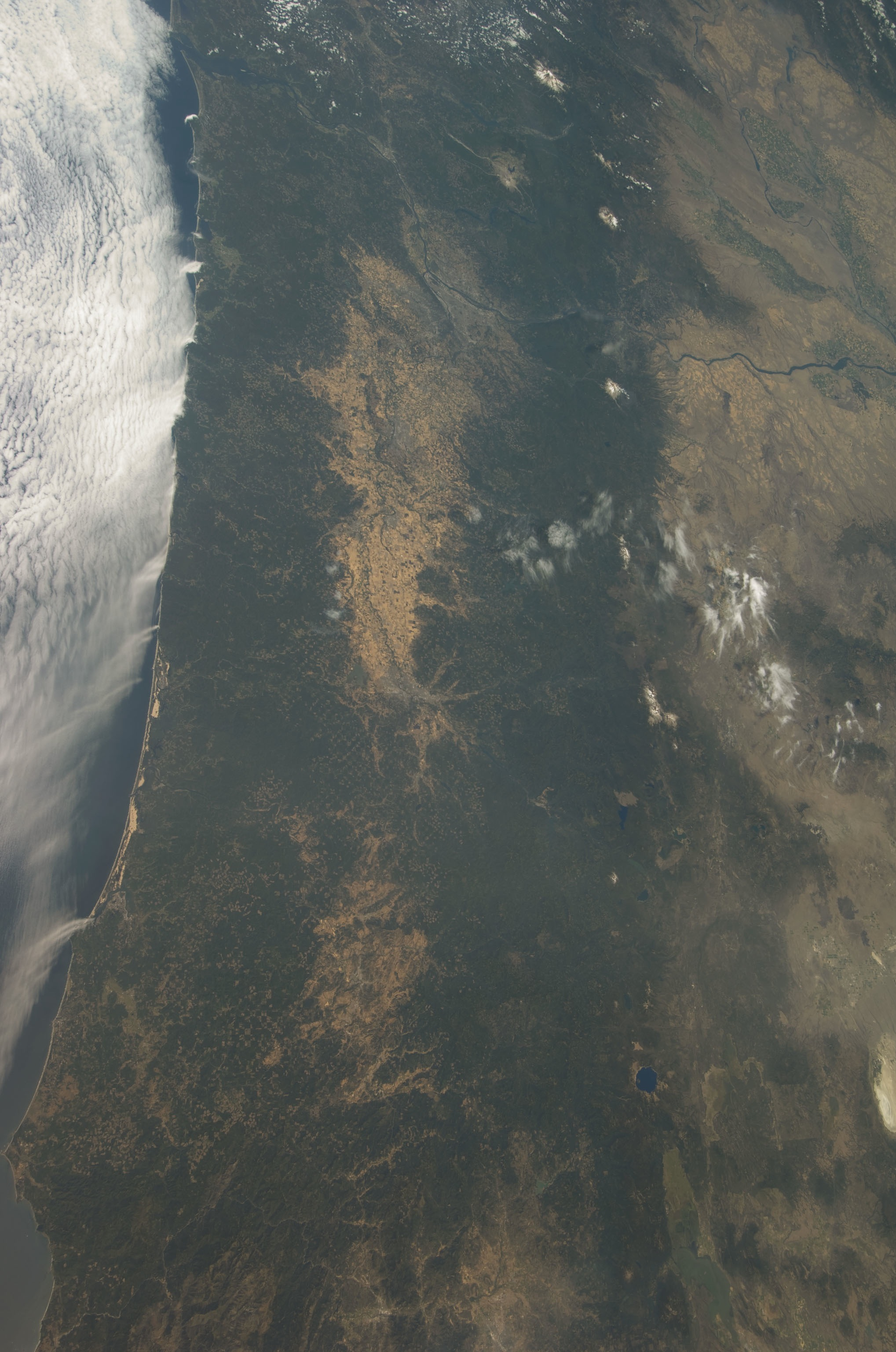
Az oregoni erdőkön látható történelmi sakktábla (lásd a nagyított képet)

A sakktáblázás nyugaton a vasútépítési földtámogatások eredményeként jelent meg, ahol a vasúti folyosó mentén minden második szakaszon vasúti földet biztosítottak a vasutaknak. Ezek a támogatások, amelyek jellemzően 6 és 40 mérföld (10 és 64 km) közötti távolságra terjedtek ki a pálya mindkét oldalától, a vasutak támogatását jelentették. A mérföldenkénti támogatásokkal ellentétben, amelyek a gyors, de silány pályaépítést ösztönözték, a földtámogatások a jobb minőségű munkát ösztönözték, mivel a vasutak a jobb pálya építésével növelhették a földterület értékét. A kormány is profitált a megmaradt állami parcellák megnövekedett értékéből.
A vasúti földtámogatások sakktábla-mintázatban osztották fel a területet, amely körül a vasúti síneket kellett lefektetni. A földterületeket már a közterület-felmérési rendszer szerint 640 hektáros, számozott szakaszokra osztották; a páratlan számú parcellákat a magán-vasúttársaságok kapták, a páros számú parcellákat pedig a szövetségi kormány megtartotta.
A szövetségi kormány úgy vélte, hogy mivel a vasutak körüli földterületek értéke akár kétszeresére is nőhet, a magán-vasúttársaságoknak adott földterületek elméletileg megtérülnek, és emellett az egész ország közlekedési infrastruktúráját is növelik. Saját szerencsétlenségére az amerikai kormány nem tudta eladni a sakkozás után visszatartott földek nagy részét, mert a nyugatra költözni hajlandó telepesek nem voltak tehetősek. A 19. század leggazdagabb amerikai polgárai keleten maradtak. A szövetségi kormány végül a Homestead-törvények révén e földek nagy részét elajándékozta.
Az első támogatásokat a Mobile and Ohio Railroad és az Illinois Central Railroad kapta 1850-ben. 1862 és 1871 között további támogatásokat adtak a Pacific Railroad Acts keretében, amikor is a közvélemény ellenállása miatt leállították őket. Összesen 79 adományt adtak, összesen 200 000 000 hektár (810 000 km²) területre, amelyet később 131 000 000 000 hektárra (530 000 km²) csökkentettek.
Az indiánok földtámogatásai esetében is előfordult sakktáblaforma, ahol az őslakosok földjét nem őslakos földekkel keverték össze. Sok indián törzs ellenezte a sakktáblás elrendezést, mivel az a hagyományosan közös bennszülött településeket sok egyéni parcellára bontotta, és lehetővé tette a nem bennszülöttek számára, hogy ezeken a településeken belül földet igényeljenek.
Az 1887. évi Dawes-törvény hozta létre a legtöbb indián őslakost érintő sakktáblázódást. A törvény célja az önellátás erősítése és az őslakosok kultúrájának szisztematikus feldarabolása volt, mivel minden egyénnek 40 hold (16 hektár) és 160 hold (65 hektár) közötti területet adott.

## Őslakos amerikaiak
Az őslakos amerikaiakat azért is érintette negatívan a szövetségi kormány sakktáblás politikája, mert nem akadályozták meg, hogy a vasúti földtámogatások korábban indián törzsek által elfoglalt földeken haladjanak keresztül. Ez a jogtalan földátruházás az őslakos amerikaiak kezéből a magán-vasúttársaságok és a honfoglalásra jogosultak kezébe többször is konfliktusokhoz vezetett. Az egyik nevezetes konfliktus helyszíne a Chambers Checkerboard - a navahók által elfoglalt terület, mielőtt a vasúttársaságok megkapták a földet az első transzkontinentális vasútvonal megépítéséhez. A feszültség a navaho törzs és a régió telepesei között megmagyarázhatatlan halálesetek miatt nőtt, amelyeket mindkét fél a másikra fogott. Ezek a feszültségek további erőszakhoz vezettek, miután egy fehér telepest azzal gyanúsítottak, hogy jogtalanul meggyilkolt egy navahó fiatalt.

## Erdőgazdálkodás

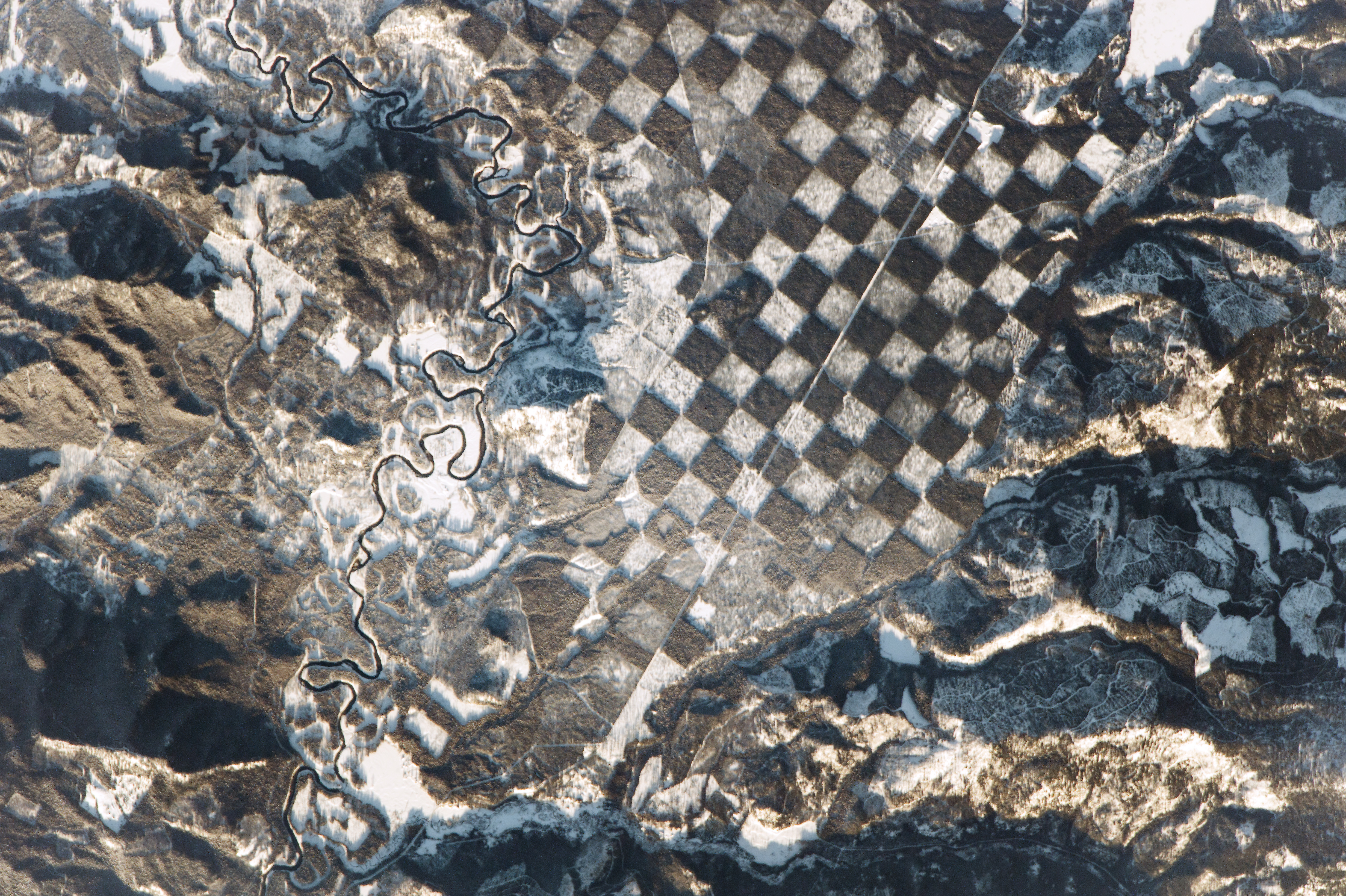
Sakktábla-mintázat a Priest folyó mentén Észak-Idahóban

A sakktábla kialakulása problémákat okozhat a hozzáférés és az ökológiai gazdálkodás szempontjából. Ez az egyik fő oka a nemzeti erdők határain belüli belterületbe vonásoknak. Ahogyan Kalifornia északnyugati részén is, a sakktáblásodás problémákhoz vezetett a nemzeti erdőterületek kezelésében. A sakktáblásodást korábban a nyugati terjeszkedés időszakában alkalmazták ezeken a területeken, és ma már kereskedelmi erdőterületek. Az e földterületek magántulajdonosainak jogait meghatározó ellentmondásos politikák nehézségeket okoztak a helyi keményfa-kitermelő gazdaságban.
Bár e földterületek felszabadítása a sakktáblás tulajdonosi struktúrából előnyös lehet a régió fakitermelő gazdaságának, nem minden esetben áll fenn az a helyzet, hogy az állami erdők magántulajdonosok nélkül jobban járnának. Ha egy nemzeti erdőt sakktáblára osztanak, és a magántulajdonosok a földterület egy részét ellenőrzik, akkor nagymértékben megnő az a terület, amelyen az erdőterületeket közösen lehet kezelni.